# 韋朝冕
韋朝冕，廣西宣化縣人，清朝政治人物、進士出身。
光緒二十四年，登進士。长于书法。